# Metallofyt
Metallofyten zijn planten (inbegrepen de korstmossen) die hoge concentraties metaal in hun substraat verdragen of vereisen. Sommige metalen in ion-vorm zijn giftig voor planten. Dankzij speciale aanpassingen kunnen sommige soorten desondanks groeien op bodems met veel (zware) metalen. Het bekendste voorbeeld in Nederland is het zinkviooltje.

## Algemeen
Metallofyten zijn metaal-minnende planten. Ze worden gevonden op metaalrijke bodems en substraten.
Alle organismen hebben metalen nodig om te overleven, maar in hoge concentraties zijn metalen als bijvoorbeeld zink, cadmium en lood meestal min of meer giftig. Dankzij speciale aanpassingen zijn metallofyten tolerant voor hoge concentraties metalen.

## Verwante begrippen

### Hyperaccumulatoren
Sommige plantensoorten, zoals de laddervaren, nemen zoveel metalen op dat de concentraties in hun blad hoger zijn dan in de bodem. Dergelijke hyper-accumulatoren wordt thans onderzocht en in beperkte mate reeds toegepast voor het reinigen van vervuilde bodems.
In de mijnbouw wordt wel gebruikgemaakt van hyperaccumulerende planten als indicatoren voor metaalrijke bodems.

### Metal-excluder soorten
Excluder-planten groeien eveneens op metaalrijke bodems, van waaruit ze metalen gemakkelijk opnemen. In tegenstelling tot hyperaccumulatoren slaan ze de metalen niet op, maar scheiden ze ze direct weer uit. Dit kan ecotoxicologische problemen juist verergeren.

### Epimetallisch
De term epimetallisch beschrijft de groeiplaats (op metalen ondergrond) en niet een ecofysiologische functie. Metallofyten, met name der kortsmossen, kunnen tegelijkertijd ook epimetallisch groeien. Maar ook epilitische hogere planten, die niets met de wortels uit hun substraat opnemen, maar dat alleen gebruiken als stevige ondergrond om zich aan vast te klampen, worden incidenteel gevonden op bijvoorbeeld ijzeren brugdelen.

## Metallofytische plantengemeenschappen
Hoge metaalconcentraties in de bodem zorgen voor een aanzienlijke stress en selectiedruk op de planten die er willen groeien. Doordat slechts weinig soorten hiertegen kunnen zijn op zulke plaatsen specifieke metallofytische plantengemeenschappen herkenbaar.
Bodems die van nature rijk zijn aan metalen komen althans in Europa niet veel voor en de soorten en gemeenschappen die aan deze omstandigheden zijn aangepast zijn daarom dan ook vaak nogal zeldzaam. De vegetatie van metallofytische groeiplaatsen is dan ook wettelijk beschermd in Europa. Soorten die aan dergelijke extreme milieus zijn aangepast zijn veelal matige groeiers en kunnen niet met andere soorten concurreren op plaatsen waar metalen niet de groei van die andere soorten remmen.
In het bijzonder sommige korstmossen zijn verbonden aan gesteente rijk aan zware metalen. Er zijn facultatief metallofytische soorten, die hoge metaalconcentraties verdragen, maar niet vereisen. En er zijn obligaat metallofytische soorten bij, die uitsluitend op metaalrijke substraten voorkomen. Waar metaalrijk gesteente aan de dag trad is het vaak verloren gegaan door mijnbouwactiviteiten. De overleving van metallofytische korstmossen is nu sterk afhankelijk van de bescherming van oude mijnlocaties.

## Voorbeelden van metallofyten

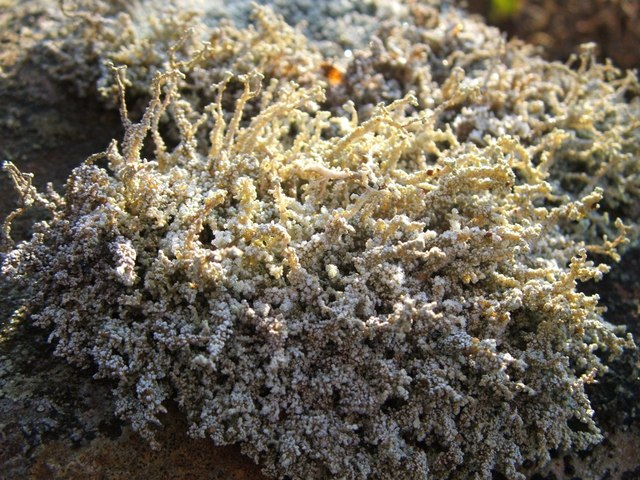
Het kortsmos Stereocaulon vesuvianum. Het zinkrijk water dat erop afvloeide is voor veel korstmossen schadelijk, maar veel Stereocaulon-soorten verdragen hoge concentraties zware metalen.

### Vaatplanten
- muurschildzaad
- Minuartia verna
- Silene vulgaris
- Armeria maritima
- Viola calaminaria
- Cardaminopsis halleri
- Thlaspi caerulescens

### Korstmossen
- Acarospora sinopica
- Baeomyces placophyllus
- Belonia incarnata
- Epilichen scabrosus
- Gyalidea subscutellaris
- Lecanora epanora
- Lecanora gisleriana
- Lecanora handelii
- Lecanora subaurea
- Placopsis lambii
- Placynthiella hyporhoda
- Polyblastia agraria
- Psilolechia leprosa
- Rhizocarpon cinereovirens
- Rhizocarpon furfurosum
- Rhizocarpon oederi
- Sarcosagium campestre
- Steinia geophana
- Sterocaulon condensatum
- Sterocaulon dactylophyllum
- Stereocaulon delisei
- Stereocaulon glareosum
- Stereocaulon leucophaeopsis
- Stereocaulon nanodes
- Sterocaulon pileatum
- Stereocaulon symphycheilum
- Vezdaea